# Torero (videojuego)
Torero es un videojuego basado en el toreo desarrollado por GamePro y distribuido por Ubisoft en 2002. Se desarrolló durante al menos dos años y medio, contó con un presupuesto de un millón de euros y contó con el asesoramiento de expertos del sector.
Fue presentado el 27 de noviembre de 2002 en Madrid como el primer simulador de toreo del mundo, aunque incierto, pues en 1985 fue lanzado el videojuego Olé Toro, que aunque más sencillo, fue el primero.

## Argumento
En el videojuego toma el protagonismo José Troyano, un torero que empezará en la profesión hasta llegar a lo más alto. El modo de juego principal es Carrera al Triunfo.

## Cosos taurinos
También conocidos popularmente como plazas de toros, en este videojuego hay 30 disponibles, basados en los reales.

## Juego
El juego incluye varios lances y opciones. Como dato curioso, ya que no se puede introducir publicidad de otras marcas sin permiso, los creadores pusieron nombres parodiándolas, un ejemplo claro es la secuencia introductoria del juego, en que en un bote de Cola Cao se puede ver escrito Andi Cao.

## Promoción
El juego se publicitó con el torero El Juli. El lema del videojuego es "Arte y pasión en la arena".

## Recepción
Las críticas de este videojuego no han sido especialmente positivas. En la web de videojuegos española MeriStation destacan que "no podemos esperar de este torero un juego que nos tenga horas y horas delante del monitor". La valoración final es un 3 de 10, definiendo que "la idea era buena pero se ha llevado a cabo de forma desastrosa". En Vandal, pese a que la redacción de la página no ha hecho una reseña del videojuego, cuenta con una sección para que sus lectores valoren del cero al diez el videojuego. Actualmente, y con 46 votos, el videojuego está valorado con un 5,49 sobre 10.